# Reserva india canadiense
En Canadá, una reserva india (en francés: réserve indienne) está especificado por el Acta india como una «extensión de tierra, cuyo título legal se confiere a Su Majestad, que ha sido apartada por Su Majestad para el uso y beneficio de una banda». Las reservas indígenas o indias son las áreas reservadas para las Naciones Originarias, un grupo indígena canadiense, después de un contrato con el estado canadiense («La Corona»), y no deben confundirse con las áreas de reclamos de tierras, que abarcan todas las tierras tradicionales de esa Primera Nación: un territorio mucho mayor que cualquier reserva.

## Demografía
Una sola «banda» (forma de gobierno de las Primeras Naciones) puede controlar una reserva o varias, mientras que otras reservas se comparten entre varias bandas. En 2003, el Departamento de Asuntos Indígenas y del Norte declaró que había 2300 reservas en Canadá, que comprendían 28.000 km2. Según Statistics Canada en 2011, hay más de 600 bandas de Primeras Naciones/indígenas en Canadá y 3100 reservas indígenas en todo Canadá.Algunos ejemplos son la Primera Nación Driftpile, que, como muchas bandas, sólo tiene una reserva, Driftpile River 150. La Primera Nación Bear River, que gobierna Bear River 6, Bear River 6A y Bear River 6B, es uno de los muchos ejemplos en los que un único gobierno es responsable de más de una reserva.
En 2003, el 60% de los indios del estatus vivían en reservas.De las 637 660 personas de las Primeras Naciones que declararon ser indios registrados, casi la mitad (49.3%) vivía en una reserva india. Esta proporción varía en todo el país.
Muchas reservas carecen de población residente; suelen ser pequeñas porciones de tierra remotas y no contiguas, hecho que ha llevado a muchas a ser abandonadas o utilizadas sólo estacionalmente (como territorio de caza con trampas, por ejemplo). A efectos del censo nacional, Statistics Canada solo contabiliza como «subdivisiones» las reservas que están pobladas (o potencialmente pobladas). Para el censo de 2011, de las más de 3100 reservas indias de todo Canadá, sólo había 961 reservas indias clasificadas como subdivisiones censales (incluidas las seis reservas añadidas para 2011). Algunas reservas que originalmente eran rurales fueron rodeadas gradualmente por el desarrollo urbano. Montreal, Vancouver y Calgary son ejemplos de ciudades con reservas indias urbanas.

#### Citas
- DIAND (2003), Resolving Aboriginal Claims: a Practical Guide to Canadian Experiences, Ottawa, Ontario: Department of Indian Affairs and Northern Development, ISBN 0-662-35239-4, archivado desde el original el 3 de marzo de 2016.
- Government of Canada (1985). «Indian Act». Government of Canada. Consultado el 11 de julio de 2013.
- StatsCan (2011), Aboriginal Peoples in Canada: First Nations People, Métis and Inuit, Statistics Canada, consultado el 16 de agosto de 2013.
- Government of Canada (1867). «Constitution Act, 1867». Consultado el 12 de julio de 2021.
- Robert, Jean-Claude (2001), Numbered Treaty Overview, Canada in the Making - Specific Events, Canadiana, archivado desde el original el 7 de abril de 2015, consultado el 20 de septiembre de 2013.
- GC (23 de junio de 1870), Rupert's Land and North-Western Territory Order, Government of Canada, archivado desde el original el 20 de julio de 2011.
- Clegg, Cindy (4 de septiembre de 1982), Our Native Land: Making the Canadian Indian, CBC.
- Henriques, Irene; Sadorsky, Perry (2004), Environmental Policy Tools and Firm Level Management Practices in Canada, Paris: OECD.
- Colihan, Mary Ann (1 de abril de 2008), Chemical valley: Aamjiwnaang First Nation in Sarnia sounds alarm over toxins, Aboriginal Canadians, CBC News.
- CBC (9 de noviembre de 2006), Kashechewan: Water crisis in Northern Ontario, Aboriginal Canadians, CBC.